# Watervogelbond
De Watervogelbond is een internationale belangenvereniging voor liefhebbers en kwekers van watervogels, zogenaamde aviculturisten. Het gaat dan met name om sierwatervogels en gedomesticeerde watervogelrassen.

## Geschiedenis
De vereniging is opgericht in België en is een verzelfstandiging van de Werkgroep Watervogels van Aviornis.
De watervogelbond biedt informatie over alle watervogels en verantwoorde kweek, waarbij ook aandacht is voor kleurmutanten en hybriden.
- Oktober 2010 - oprichting België te Lanaken
- December 2010 - oprichting Nederland te Maastricht

## Doelstelling
De Watervogelbond geeft steun en verleent medewerking aan wetenschappelijk verantwoorde programma's voor het in stand houden van watervogelsoorten. Maandelijks wordt er een digitaal tijdschrift (Nieuwsbrief) met informatie voor watervogelliefhebbers verstuurd. Het tijdschrift is een medium dat de Watervogelbond helpt haar leden te voorzien van advies en informatie over het houden en kweken van watervogels. Er zijn diverse kweekprogramma's om de kwetsbare eendensoorten terug meer in avicultuur te verkrijgen. Jaarlijks wordt een watervogelweekend georganiseerd. Belangrijk tijdens dit watervogelweekend is de ruilbeurs voor het onverwant maken van kweekkoppels.